# Osterwieck
Osterwieck là một đô thị ở huyện Harz, trong bang Sachsen-Anhalt, Đức. Đô thị Athenstedt có diện tích 212,67 km².